# University College Dublin AFC
L'University College Dublin Association Football Club (en irlandès: Cumann Peile Choláiste na hOllscoile, Baile Átha Cliath) és un club de futbol irlandès de la ciutat de Dublín. L'equip de futbol pertany a la University College Dublin.

## Història
El club es va fundar el 1895 com a Catholic University Medical School Football Club. El 1908 esdevingué University College Dublin. El 1970 fou escollit per la lliga d'Irlanda de segona divisió. El 22 de juliol de 1979, quan Cork Celtic fou expulsat, fou escollit per la primera divisió irlandesa. Es proclamà campió de Copa la temporada 1983-84.

## Palmarès
- Copa irlandesa de futbol: 
  - 1983-84
- Supercopa irlandesa de futbol: 
  - 2000-01
- First Division (Segona divisió): 
  - 1994-95, 2009
- League of Ireland First Division Shield: 
  - 1991-92, 1994-95
- Copa Senior de Leinster: 
  - 1980-81, 1994-95, 1995-96
- FAI Intermediate Cup: 
  - 1945-46
- Irish Intermediate Cup: 
  - 1914-15